# Гусев, Владимир Евгеньевич
Влади́мир Евге́ньевич Гу́сев (род. 9 июля 1958, Ярославль) — советский и российский актёр театра и кино, заслуженный артист России (2010).

## Биография
Родился 9 июля 1958 года в Ярославле. Окончил Ярославский государственный театральный институт в 1984 году (педагог — В. А. Воронцов).
Работал в Брянском театре драмы имени А. К. Толстого, Ярославском академическом театре драмы имени Фёдора Волкова, в Ярославском театре юного зрителя.
С 1999 года — актёр Ярославского камерного театра. Снимается в кино.

## Роли в Ярославском камерном театре
- «Интервью» (по пьесе Питера Суэта) — Портной Московиц
- «Представление трагедии Александра Пушкина „Моцарт и Сальери“ на убогих подмостках конца XX столетия» (по пьесе Леонида Рокотова) — Тот, кто играет Моцарта
- «Русский ланч» (по пьесе И. Тургенева «Завтрак у предводителя») — Беспандин Ферапонт Ильич, помещик
- «Любо?… Дорого!», новелла «Пришелец из Рангуна» — Посетитель, новелла «Любо?… Дорого!» — Клуд
- «Карета святых даров»
- «Дон Кихот. Версия умалишённых» (по пьесе Леонида Рокотова) — № 68-й, он же Санчо Панса
- «Прощай, Иуда…» (Ирениуш Иредыньский) — Комиссар

## Фильмография
- 2000 — Чек — врач
- 2001 — Мусорщик — мэр (озвучивает Александр Ильин)
- 2001 — Общага
- 2001 — Сыщики — Сева Тульский
- 2002 — Олигарх — Ломов
- 2002 — Порода — Михалыч
- 2003 — Инструктор — майор Дранников
- 2003 — Медовый месяц — отец Али
- 2003 — Прощальное эхо — Рябов, пациент в хирургии
- 2004 — Боец — Горчицын
- 2004 — Всадник по имени Смерть
- 2004 — Дальнобойщики-2 — дальнобойщик
- 2004 — Искушение Титаника — Аркадский
- 2004 — Ментовские войны — Суворов
- 2005 — Две судьбы 2: Голубая кровь
- 2005 — Две судьбы 2: Золотая клетка — Хорский
- 2005 — Охота на изюбря
- 2005 — Подкидной — Людвиг
- 2006 — Азирис Нуна — советник с Севера
- 2006 — Бес в ребро, или Великолепная четверка — Борис Николаевич
- 2006 — Врачебная тайна — Ковальский
- 2006 — Кромъ
- 2006 — Острог. Дело Федора Сеченова — Ферапонт
- 2006 — Тюрьма особого назначения — следователь
- 2007 — Закон зайца — Жеребин
- 2007 — Иное — адвокат Антон Маркович
- 2007 — Капкан — Филиппыч
- 2007 — Комната потерянных игрушек — подполковник Панин
- 2007 — Молодой Волкодав — хозяин постоялого двора
- 2007 — На пути к сердцу — представитель ЦК
- 2007 — Отрыв — Степаныч
- 2007— 2008 — Гаишники — капитан ГИБДД Николай Фёдорович Зимин
- 2008 — Блаженная — председатель приемной комиссии
- 2008 — Боец. Рождение легенды — Горчилин
- 2008 — Клоуны — клоун Вова
- 2008 — Москва. Голоса ускользающих истин
- 2009 — Бумеранг из прошлого — Виталий Проценко
- 2009 — Вторые — батюшка
- 2009 — Гаишники. Продолжение — капитан ГИБДД Николай Фёдорович Зимин
- 2009 — Исаев
- 2009 — История зечки — майор Горохов
- 2009 — История Летчика — мэр города
- 2009 — Котовский — начальник тюрьмы
- 2009 — Победитель — Привалов
- 2009 — Хозяйка тайги — Хохловский, отдыхающий
- 2010 — Олимпийская деревня — Борька
- 2010 — Прячься! — Вячеслав Иванов, начальник метеостанции
- 2011 — Жизнь и приключения Мишки Япончика — Иван Капитонович Башко
- 2011 — Товарищи полицейские (серия № 29) — Сергеич, тренер по кикбоксингу
- 2013 — Под прицелом — Владимир Николаевич Платов, генерал-лейтенант полиции
- 2016 — Шелест — генерал МВД Илюхин
- 2018 — Шелест. Большой передел — генерал МВД Илюхин
- 2019 — Остров обречённых — Алексей Павлович Ботов, полковник полиции, начальник УМВД г. Охотинска
- 2019 — Куба. Личное дело — Анатолий Александрович Ермолаев, ветеран труда

## Награды и признание
- Заслуженный артист России (2010)
- Российская национальная актёрская премия имени Андрея Миронова «Фигаро» в номинации «Лучшие из лучших» (2012)[2].